# URI-Template
Ein URI-Template ist eine Vorlage für URIs, die eine gemeinsame Grundstruktur aufweisen. Das Template enthält einen oder mehrere Parameter, die durch Werte ersetzt werden müssen, um eine konkrete URI zu erhalten. Bei der Verwendung von URI-Templates für URLs werden die Vorlagen auch als URL-Template bezeichnet.
Die Parameter sind in der Regel in geschweiften Klammern angegeben, zum Beispiel {ID} für einen Parameter mit dem Namen „ID“. Bei der Konstruktion einer URL müssen die eingesetzten Parameterwerte URL-kodiert werden, da bestimmte Zeichen wie zum Beispiel Leerzeichen und Fragezeichen in einer URL nicht beliebig verwendet werden können. Je nach Anwendungsfall ist die URL-Kodierung auch nur für Parameter im Query-String notwendig. Im Oktober 2006 wurde der Entwurf eines RFC für URL-Templates vorgelegt, der mehrmals überarbeitet und in konsolidierter Fassung im März 2012 als RFC 6570 verabschiedet wurde.

## Beispiel
Gegeben sei das URL-Template http://www.example.org/{type}/?name={name} mit den Parametern type und name. Bei Belegung mit den Werten type=user und name=Dörte ergibt sich die URL http://www.example.org/user/?name=D%C3%B6rte.